# Popster
Popster. La prima rivista poster di musica pop, rock, soul, jazz, country, anche conosciuta con il solo nome Popster, è stata una rivista mensile fondata a Roma nel 1976 da Massimo Stefani con la collaborazione di Danilo Moroni, ed edita dalla Publisuono del Gruppo Editoriale Suono. La rivista prende il nome dal suo formato iniziale, un poster pieghevole, il cui retro formava 8 pagine di articoli ed interviste.

## Storia della rivista

### La nascita di Popster: Il poster con i contenuti dentro
La rivista Popster nacque nel 1976 dalla casa editrice romana Publisuono, già editore delle riviste di Hi-Fi Suono e Stereoplay e che da poco aveva visto chiudere la sua precedente Muzak. Affidò così un progetto di una nuova rivista ad un gruppo redazionale legato a Max Stefani. Il primo numero, che vedeva la direzione di Daniel Caimi e Gianfranco Binari, ed una redazione ristretta formata dallo stesso Stefani e da Danilo Moroni, consisteva in un poster pieghevole il cui retro formava otto pagine in bianco e nero. Il numero era quasi interamente dedicato ai Rolling Stones, con Mick Jagger sul lato poster, la loro storia e discografia ed una intervista a Brian Jones . La popolarità della rivista crebbe molto velocemente, tanto che già nel terzo numero, al poster viene allegato un piccolo fascicolo di 8 pagine supplementari. È invece nel quarto numero che Max Stefani fu sostituito nella direzione della rivista da  Carlo Massarini.

### Popster: La rivista con il poster dentro
Sotto la guida di Carlo Massarini la rivista crebbe fino a diventare un vero e proprio giornale di 80 pagine a colori, mantenendo il poster all'interno. Importante fu la redazione che Massarini riuscì a mettere assieme, con firme destinate poi ad un ruolo di rilievo della futura critica musicale (e non solo). Tra questi vi erano le firme di Roberto D'Agostino, Peppe Videtti, Vincent Messina, Giorgio Onetti, Giampiero Vigorito, Enrico Sisti e Massimo Bassoli. E poi nomi già consolidati nel panorama giornalistico-musicale come Maurizio Baiata e Franco Schipani che venivano dalla rivista Nuova Sound, Michelangelo Romano che già conduceva il programma radiofonico Per voi giovani della Rai, Michael Pergolani che lavorava come inviato a Londra per L'altra domenica di Renzo Arbore.
Con il numero 14 del maggio 1978, grazie all'impulso di Massimo Bassoli, la rivista inizia a presentare, al fianco di nomi ormai già consolidati e popolari, le nuove tendenze della new wave indipendente, iniziando così una linea che verrà ulteriormente consolidata dall'ingresso in redazione di Red Ronnie all'inizio del 1979, precedentemente impegnato sia come giornalista che come produttore nella scena bolognese tra Radio Alice e la sua fanzine Red Ronnie's Bazar.
Tra le rubriche ed i contenuti presenti sono da ricordare il Presidente della Repubblica Sandro Pertini trasformato in rockstar con ritocchi e fotomontaggi, le rubriche che celebravano il classic rock degli anni '70 e la rubrica di Red Ronnie volta alla scoperta dell'allora nascente nuova scena new wave e rock italiana. È con il numero 29 del novembre del 1979 che viene introdotta Pick Up, una rubrica indirizzata ad emittenti radiofoniche, discoteche, operatori culturali ed addetti ai lavori in genere.

### 1980: La chiusura
Popster chiuse nel 1980 dopo il numero 37, e parte della sua redazione confluì nella nuova rivista della Actual Media Rockstar.